# Cas Janssens
Franciscus „Cas“ Janssens (3. srpna 1944 Tilburg, Nizozemsko – 4. července 2024 Nîmes) byl nizozemský fotbalista, který hrával na pozici útočníka.

## Klubová kariéra
V sezóně 1972/73 se stal v dresu NEC Nijmegen nejlepším střelcem Eredivisie s 18 vstřelenými brankami (společně s Willy Brokampem z MVV Maastricht). Hrál i v Belgii a ve Francii.
Kluby
- 1965–1967  NOAD Tilburg
- 1967–1970  FC Wageningen
- 1970–1973  NEC Nijmegen
- 1973–1974  Nîmes Olympique
- 1974–1975  ROC de Charleroi
- 1975–1976  FC Groningen
- 1976–1977  US Nœux-les-Mines